# Hasanbeyli
Hasanbeyli est une ville et un district de la province d'Osmaniye dans la région méditerranéenne en Turquie.